# Murchad mac Domnaill Ua Máel Sechlainn
Murchad mac Domnaill Ua Máel Sechnainn  (mort en 1153) est roi de Mide issu du Clan Cholmáin. Pendant son long règne de 47 années de 1106 à 1153, bien qu'il ait été écarté du pouvoir pas moins de cinq fois par des rivaux, le royaume de Mide conserve une position stratégique dans les luttes des dynastes rivaux pour le titre d'Ard ri Erenn.

## Origine et contexte
Murchad est le fils de Domnall mac Flainn Ua Máel Sechlainn roi de Mide de 1087 à 1094. Son père est contraint de se reconnaitre vassal de Muirchertach Ua Briain mais il se révolte avec les Luighne de l'est du Mide et est tué à l'instigation du roi de Munster. le royaume de Mide est alors partagé entre deux de ses cousins : Conchobar mac Máel Sechlainn Bán qui meurt en 1105 et Donnchad mac Murchad Ua Máelseachnaill qui est déposé la même année par Muirchertach Ua Briain et tué en 1106 par les Ui-Minnegain, c'est-à-dire les Ui-Mic-Uais de Mide, alors qu'il tentait de se rétablir avec l'aide de Domnall MacLochlainn,.

## Un règne chaotique
Murchad accède au trône en 1106 en chassant son propre frère Muirchertach mac Domnaill Ua Máelsechlainn (mort en 1143), qui avait réussi à s'en emparer l'année précédente (1105-1106). Au début de son règne il reconnait la suprématie de Muirchertach Ua Briain qui était devenu son beau-père et avec l'appui de celui ci il mène en 1109 une offensive contre le royaume de Breifne situé sur sa frontière nord sans grand résultat. La situation change en 1114 lorsque Muichertacht tombe gravement malade et que Murchad comme les autres rois provinciaux doivent transférer leur allégeance à Domnall MacLochlainn souverain des Ui Neill du Nord qui mène une campagne dans le sud de l'Irlande. En 1115 il doit faire face à une première tentative d'usurpation de son pouvoir émanant de son frère cadet Máel Sechlainn qui est mis à mort Deux ans plus tard il fait sa soumission à son futur gendre Toirdelbach Ua Conchobair le roi de Connaught qui conteste la prééminence de Domnall MacLochlainn et il accompagne son nouveau suzerain lors de ses campagnes dans le Leinster et le Munster. Il 1114 il défait les Giolla Srónmael Ua Ruairc une lignée des Ua Ruairc de Breifne ce qui permettra à Tigernán Mór Ua Ruairc son futur gendre d'accéder au trône de ce royaume après la mort de Aedh an Gilla Sronmaol Ua Ruairc.
En 1124 il prend la tète d'une rébellion contre Toirdelbach Ua Conchobair avec l'appui de Tigernán Mór Ua Ruairc et d'Énna Mac Murchada. Leurs forces subissent une première défaite à Granard et malgré le renfort de Cormac Mac Cárthaigh roi de Desmond elles sont complètement battues à Athlone la coalition se délite en laissant Murchad dans une position très vulnérable. Il doit pour protéger son pouvoir faire mettre à mort en 1125 Muichertach Ua Máelseachnaill, le fils de son cousin l'ex-roi Donnchad (1094-1105). Malgré ce meurtre il est expulsé de son royaume de Mide par Ua Conchobair qui le partage entre quatre rivaux dont son fils Domnall mac Murchada Ua Máelseachnaill (1127) rapidement chassé lui aussi puis son frère Diarmaid Ua Máelseachnaill (1127-1130) qui est vaincu et tué avec ses partisans à Sliabh-Guaire par Tigernán Ua Ruairc et les Uí Briúin ce qui permet à Murchad de reprendre son trône Au cours des années suivantes il tente d'affirmer ses ambitions d'abord vis-à-vis du royaume de Dublin en mettant à profit une série de victoires du Munster contre Ua Conchobair. En 1136 il conclut une l'alliance avec la puissance montante qu'est le Leinster, personnifié par Diarmait Mac Murchada mais il doit compter avec à la défection de Ua Ruairc qui se range aux côtés de Ua Conhobair.
Murchad doit faire face à une première agression d'Ua Conchobhair et Ua Ruairc en 1138 qu'il repousse avec l'aide de Mac Murchada et des Gall Gàidheal de Dublin. En 1139 il fait tuer Donnchadh Ua Maelmhuaidh, seigneur de Feara-Ceall et Cinel-Fhiachach dans l'actuel comté de Meath et l'année suivant il est de nouveau victime d'une attaque du Connaught, son royaume est ravagé car ses nouveaux alliés font défection et il doit s'enfuir. Il fait à Uisneach, sa soumission à Ua Conchobair, lui donne des otages et participe à ses campagnes contre le Leinster et le Munster en 1142. L'année suivante il est capturé par son suzerain bien qu'il soit sous la protection de l'Église et banni car Ua Conchobair a décidé d'attribuer le royaume de Mide à son propre fils Conchobar Ua Conchobair Ce dernier est rapidement assassiné par ses nouveaux sujets. Le royaume de Mide est dévasté et de nouveau partagé entre Donnchad mac Muirchertaig Ua Máelsechlainn, le neveu de Murchad, à l'ouest et Ua Ruairc et Diarmait Mac Murchada à l'est
Murchad est rétabli dans la partie est du royaume en 1144 après un accord intervenu entre Ua Conchobhair le prétendant au titre d'Ard ri Renn et Toirdhelbach mac Diarmata Ua Briain, le roi de Munster. Une compensation de 400 bovins doit être versée pour le meurtre de Conchobar. L'accord ne dure que peu de temps car Ua Ruirc et Mac Murchada veulent rétablir leur domination sur l'est du Mide. Murchad réussit à vaincre à Dún Dubain les troupes du premier en tuant 300 de ses hommes mais il n'échappe à la vengeance des « Hommes du Leinster » que grâce à l'intervention d'Ua Briain à qui il se soumet. En 1149 il doit changer d'allégeance car Muirchertach MacLochlainn du Cenél nEógain nouveau candidat au titre d'Ard ri Erenn progresse vers le sud en exigeant la soumission des dynastes régionaux . Une nouvelle partition de son royaume en 1150 malgré sa soumission sert de prétexte à Ua Briain pour envahir le Mide afin de provoquer son rival du Cenél nEógain. Murchad s'allie à Ua Conchobair contre eux et participe à la bataille de Móin Mór près de Fermoy dans l'actuel comté de Cork qui met fin à l'hégémonie de Ua Briain. C'est sans doute sa participation à cette action qui motive Ua Conchobair et Mac Lochlain à la suite d'un nouvel accord signé à Beleek en 1152 à lui restituer la moitié du royaume de Mide en attribuant l'autre moitié à son fils Máel Sechlainn. Le pseudo « enlèvement » de sa fille Derbforgaill ingen Maeleachlainn, épouse de Ua Ruairc, par Diarmait Mac Murchada est vraisemblablement lié aux négociations lors de cette ultime restauration de Murchad et de son fils. Murchad meurt en 1153 âgé d'environ 60 ans et son fils, empoisonné, deux années plus tard

## Union est postérité
Murchad épouse Mór (morte en 1137) fille du puissant roi de Munster et prétendant au titre d'Ard ri Erenn Muirchertach Ua Briain qui est la mère de ses deux fils et d'une fille:
- Domnall (mort en 1137)[23] roi de Mide en 1127, père de Donnchad mac Domnaill Ua Máel Sechlainn et de Diarmait mac Domnaill Ua Máel Sechlainn.
- Máel Sechlainn mac Murchada Ua Máel Sechlainn (mort en 1155)  roi de Mide de 1152 à 1155.
- Derbforgaill ingen Maeleachlainn épouse de Tigernán Mór Ua Ruairc, roi de Bréifne.

Il a au moins trois autres fils et une autre fille :
- Conchobar (tué en 1133)[25]
- Art (mort en 1141)[26]
- Donnchad (floruit 1144)
- Tailtiu (morte en 1127)[27] épouse de Toirdelbach Ua Conchobair

## Sources
- (en) Donnchadh Ó Corráin, Ireland before the Normans, Dublin, Gill & Macmillan, 1972, 210 p., p. 153,158,159,161,167
- (en) T.W Moody, F.X. Martin et F.J. Byrne, A New History of Ireland IX Maps, Genealogies, Lists. A companion to Irish History part II, Oxford, Oxford University Press, 2011, 690 p. (ISBN 978-0-19-959306-4).
- (en) Art Cosgrove (sous la direction de), Medieval Ireland 1169-1534, Oxford, Oxford University Press, coll. « A New History of Ireland » (no 2), 2008, 1004 p. (ISBN 978019 9539703), p. 96
- (en) Goddard Henry Orpen (Introduction de Seán Duffy), Ireland under the Normands 1169-1333, t. I, Dublin, Four Courts Press (réédition), 2005, 633 p. (ISBN 9781846828188), p. 51,55